# Dipoldo di Dragoni
Dipoldo di Dragoni, anche Diopoldo, Deopoldo, Tebaldo e altre varianti, nato Dipoldo di Balvano (... – 1266 circa), è stato un nobile italiano, conte di Apice, signore di Dragoni e castellano di Castel Capuano.
Fu uno dei dignitari più importanti della corte di Federico II di Svevia, anche se dopo la caduta degli Hohenstaufen passò dalla parte degli Angioini per conservare il potere della famiglia.

## Biografia

### Origini e giovinezza
Nacque in una delle famiglie nobili più importanti della Terra di Lavoro. I Dragoni, originatisi dai Balvano, avevano tratto il nome dall'omonimo paese che avevano ricevuto in feudo, ma non avevano tardato ad integrarsi con i signori tedeschi giunti con il re Enrico VI di Svevia, e forse lo stesso Dipoldo dovette il proprio nome a Diopoldo d'Acerra, verosimilmente imparentatosi con la famiglia.
Nel 1230 era già signore di Dragoni, in quanto impegnato in un contenzioso col vescovo di Caiazzo Giacomo Almundi riguardo al possesso di alcune terre.

### Al servizio imperiale
Entrato nella corte imperiale, divenne uomo di fiducia di Federico II, che nel 1239 lo nominò castellano di Castel Capuano a Napoli. Quando nel 1241 l'imperatore, in perenne lotta col papato, catturò i cardinali Jacopo da Pecorara e Ottone da Tonengo, li affidò proprio a Dipoldo di Dragoni perché li custodisse.
Nel 1243 venne inviato nel ducato di Spoleto come vicario imperiale, ma faticò a mantenere l'ordine e a sottomettere i comuni più riottosi e filo-guelfi come Assisi, Narni e Rieti. Federico II, insoddisfatto, lo sollevò dall'incarico e lo richiamò presso di sé. Verso la fine del regno di Federico, Dipoldo, riguadagnato il suo favore, divenne esattore delle tasse.

### Dopo gli Svevi
Morto Federico II, rimase dapprima fedele al nuovo re Corrado IV di Germania, divenendone anche il principale finanziatore con un prestito da mille once d'oro in cambio di vaste proprietà ad Alife. Alla morte di Corrado però giurò fedeltà al papa, e sia Innocenzo IV che Alessandro IV gli confermarono i nuovi feudi acquisiti.
Alla salita al trono di Manfredi di Svevia sembra che rimase neutrale, schierandosi infine con Carlo I d'Angiò alla sua venuta in Italia. Morì all'incirca nel 1266, a ridosso della presa di potere degli Angioini.

## Discendenza
Dipoldo di Dragoni si sposò due volte, la prima volta con una tale Diamuta, dalla quale ebbe cinque figli, due maschi (Tommaso e Pietro) e tre femmine (Guida, Minora e Melisenda), mentre la seconda volta con Isabella di Bisaccia, figlia di Guglielmo. Da quest'ultima ebbe due figlie, Marina e Altruda, affidate nel 1268 allo zio Ruggero di Balvano, fratello di Dipoldo, e fatte maritare da Carlo I d'Angiò a dei cavalieri a lui fedeli, che entrarono in possesso dei feudi dei Dragoni. Quanto ai primi figli, di Tommaso, che fu signore di Torremaggiore, è ignota la consorte, mentre Pietro, anch'egli signore di tale feudo, sposò Anna Gentile; delle figlie, invece, Guida andò in sposa ad Ugone di Chiaramonte e Minora, erede della contea di Apice e signora di San Severo, a Federico Maletta.